# Capitoli di Re/member - Karada sagashi

Copertina del settimo volume dell'edizione italiana, nel quale sono presenti le gemelle Onoyama

Questa voce è la lista dei capitoli di Re/member - Karada sagashi, manga scritto da Welzard e disegnato da Katsutoshi Murase.
In Giappone l'opera è stata serializzata sulla rivista online Shōnen Jump+  di Shūeisha con cadenza settimanale, dal 26 settembre 2014 all'8 dicembre 2017; la serializzazione nei diciassette tankōbon ebbe invece una cadenza variabile, e avvenne tra il 4 febbraio 2015 e il 2 febbraio 2018. Unravel fu pubblicato sulla stessa rivista con la medesima cadenza, dal 29 dicembre 2017 al 25 gennaio 2019; la serializzazione fu invece in cinque tankōbon, tra il 4 aprile 2018 e il 4 marzo 2019, con cadenza trimestrale e – esclusivamente per il quarto volume, pubblicato il 4 dicembre 2018 – bimestrale.
In Italia la licenza dell'opera è stata concessa a Edizioni BD, che sotto l'etichetta J-Pop ha pubblicato tra il 28 aprile 2016 e il 13 dicembre 2018, con cadenza bimestrale, Re/member - Karada sagashi; Unravel è stato pubblicato con la stessa cadenza dal 27 febbraio 2019 al 23 ottobre dello stesso anno. Le traduzioni dei testi sono a cura di Carlotta Spiga, affiancata – esclusivamente nel terzo volume di Re/member - Karada sagashi – da Marco Russo; l'adattamento è stato invece a cura di Valentina Ghidini. L'adattamento grafico è stato effettuato (dal primo al terzo volume, nel quattordicesimo e nei volumi di Unravel) da Vibraant It, mentre dal quarto al tredicesimo e dal quindicesimo al diciassettesimo da Arancia Studio.

## Re/member - Karada sagashi
| Nº Ja                    | Nº It | Data di prima pubblicazione | Data di prima pubblicazione | Data di prima pubblicazione | Data di prima pubblicazione |
| Nº Ja                    | Nº It | Giapponese | Giapponese                  | Italiano                    | Italiano                    |
| ------------------------ | ----- | --- | --------------------------- | --------------------------- | --------------------------- |
| Prima parte (7 volumi)   |       | |                             |                             |                             |
| 1                        | 1     | 4 febbraio 2015 | ISBN 978-4-08-880291-6      | 28 aprile 2016              | ISBN 978-88-6883-619-1      |
| 1                        | 1     | Capitoli - 1. Primo giorno - 2. Secondo giorno (1) - 3. Secondo giorno (2) - 4. Secondo giorno (3) - 5. Secondo giorno (4) - 6. Secondo giorno (5) - 7. Terzo giorno (1) |                             |                             |                             |
| 2                        | 2     | 3 aprile 2015 | ISBN 978-4-08-880347-0      | 22 giugno 2016              | ISBN 978-88-6883-620-7      |
| 2                        | 2     | Capitoli - 8. Terzo giorno (2) - 9. Terzo giorno (3) - 10. Terzo giorno (4) - 11. Terzo giorno (5) - 12. Quarto giorno (1) - 13. Quarto giorno (2) - 14. Quarto giorno (3) - 15. Quarto giorno (4) - 16. Quarto giorno (5) - 17. Quinto giorno (1) |                             |                             |                             |
| 3                        | 3     | 3 luglio 2015 | ISBN 978-4-08-880424-8      | 31 agosto 2016              | ISBN 978-88-6883-725-9      |
| 3                        | 3     | Capitoli - 18. Quinto giorno (2) - 19. Quinto giorno (3) - 20. Quinto giorno (4) - 21. Sesto giorno (1) - 22. Sesto giorno (2) - 23. Sesto giorno (3) - 24. Sesto giorno (4) - 25. Sesto giorno (5) / Settimo giorno (1) - 26. Settimo giorno (2) - Scena inedita 1. Shota, quinto giorno |                             |                             |                             |
| 4                        | 4     | 4 settembre 2015 | ISBN 978-4-08-880455-2      | 26 ottobre 2016             | ISBN 978-88-6883-726-6      |
| 4                        | 4     | Capitoli - 27. Settimo giorno (3) - 28. Settimo giorno (4) - 29. Settimo giorno (5) / Ottavo giorno (1) - 30. Ottavo giorno (2) - 31. Ottavo giorno (3) - 32. Ottavo giorno (4) - 33. Ottavo giorno (5) - 34. Nono giorno (1) - 35. Nono giorno (2) - Scena inedita 2. Asuka, quinto giorno - Scena inedita 3. Rumiko, nono giorno - Re/member. Mini extra (1)                                                                                                  |                             |                             |                             |
| 5                        | 5     | 4 dicembre 2015 | ISBN 978-4-08-880547-4      | 21 dicembre 2016            | ISBN 978-88-6883-727-3      |
| 5                        | 5     | Capitoli - 36. Nono giorno (3) - 37. Nono giorno (4) - 38. Nono giorno (5) - 39. Nono giorno (6) - 40. Nono giorno (7) - 41. Nono giorno (8) - 42. Decimo giorno (1) - 43. Decimo giorno (2) - 44. Decimo giorno (3) - Scena inedita 4. Nono giorno, edificio ovest - Re/member. Mini extra (2) |                             |                             |                             |
| 6                        | 6     | 4 febbraio 2016 | ISBN 978-4-08-880614-3      | 1º marzo 2017               | ISBN 978-88-6883-728-0      |
| 6                        | 6     | Capitoli - 45. Decimo giorno (4) - 46. Decimo giorno (5) - 47. Decimo giorno (6) - 48. Undicesimo giorno (1) - 49. Undicesimo giorno (2) - 50. Undicesimo giorno (3) - 51. Undicesimo giorno (4) - 52. Undicesimo giorno (5) - Re/member. Un altro primo capitolo - Scena inedita 5. Undicesimo giorno, Asuka e Takahiro |                             |                             |                             |
| 7                        | 7     | 4 aprile 2016 | ISBN 978-4-08-880662-4      | 26 aprile 2017              | ISBN 978-88-6883-729-7      |
| 7                        | 7     | Capitoli - 53. Undicesimo giorno (6) - 54. Undicesimo giorno (7) - 55. Undicesimo giorno (8) - 56. Undicesimo giorno (9) - 57. Undicesimo giorno (10) - 58. Ultimo giorno (1) - 59. Ultimo giorno (2) - Profilo dei personaggi - Seconda parte. Prologo |                             |                             |                             |
| Seconda parte (4 volumi) |       | |                             |                             |                             |
| 8                        | 1     | 3 giugno 2016 | ISBN 978-4-08-880702-7      | 22 giugno 2017              | ISBN 978-88-3275-052-2      |
| 8                        | 1     | Capitoli - 1. Primo giorno (1) - 2. Primo giorno (2) - 3. Secondo giorno (1) - 4. Secondo giorno (2) - 5. Secondo giorno (3) - 6. Secondo giorno (4) - 7. Terzo giorno (1) - 8. Terzo giorno (2) |                             |                             |                             |
| 9                        | 2     | 4 agosto 2016 | ISBN 978-4-08-880767-6      | 30 agosto 2017              | ISBN 978-88-3275-111-6      |
| 9                        | 2     | Capitoli - 9. Terzo giorno (3) - 10. Terzo giorno (4) - 11. Quarto giorno (1) - 12. Quarto giorno (2) - 13. Quarto giorno (3) - 14. Quarto giorno (4) - 15. Quinto giorno (1) - 16. Quinto giorno (2) - 17. Quinto giorno (3) |                             |                             |                             |
| 10                       | 3     | 4 novembre 2016 | ISBN 978-4-08-880817-8      | 26 ottobre 2017             | ISBN 978-88-3275-246-5      |
| 10                       | 3     | Capitoli - 18. Sesto giorno (1) - 19. Sesto giorno (2) - 20. Sesto giorno (3) - 21. Sesto giorno (4) - 22. Sesto giorno (5) - 23. Sesto giorno (6) - 24. Settimo giorno (1) - 25. Settimo giorno (2) - 26. Settimo giorno (3) - 27. Settimo giorno (4) |                             |                             |                             |
| 11                       | 4     | 31 dicembre 2016 | ISBN 978-4-08-880895-6      | 20 dicembre 2017            | ISBN 978-88-3275-266-3      |
| 11                       | 4     | Capitoli - 28. Settimo giorno (5) - 29. Settimo giorno (6) - 30. Settimo giorno (7) - 31. Settimo giorno (8) - 32. Settimo giorno (9) - 33. Ottavo giorno (1) - 34. Ottavo giorno (2) - 35. Ottavo giorno (3) - 36. Ottavo giorno (4) - 37. Ottavo giorno (5) |                             |                             |                             |
| Ultima parte (6 volumi)  |       | |                             |                             |                             |
| 12                       | 1     | 3 marzo 2017 | ISBN 978-4-08-881035-5      | 1º marzo 2018               | ISBN 978-88-3275-324-0      |
| 12                       | 1     | Capitoli - 1. Primo giorno (1) - 2. Primo giorno (2) - 3. Primo giorno (3) - 4. Secondo giorno (1) - 5. Secondo giorno (2) - 6. Secondo giorno (3) - 7. Secondo giorno (4) - 8. Secondo giorno (5) - Extra. I ricordi maledetti |                             |                             |                             |
| 13                       | 2     | 2 maggio 2017 | ISBN 978-4-08-881085-0      | 26 aprile 2018              | ISBN 978-88-3275-364-6      |
| 13                       | 2     | Capitoli - 9. Secondo giorno (6) - 10. Terzo giorno (1) - 11. Terzo giorno (2) - 12. Terzo giorno (3) - 13. Terzo giorno (4) - 14. Terzo giorno (5) - 15. Terzo giorno (6) - 16. Terzo giorno (7) - 17. Quarto giorno (1) |                             |                             |                             |
| 14                       | 3     | 4 agosto 2017 | ISBN 978-4-08-881131-4      | 21 giugno 2018              | ISBN 978-88-3275-462-9      |
| 14                       | 3     | Capitoli - 18. Quarto giorno (2) - 19. Quarto giorno (3) - 20. Quarto giorno (4) - 21. Quarto giorno (5) - 22. Quarto giorno (6) - 23. Quarto giorno (7) - 24. Quarto giorno (8) - 25. Quarto giorno (9) - 26. Quarto giorno (10) |                             |                             |                             |
| 15                       | 4     | 4 ottobre 2017 | ISBN 978-4-08-881244-1      | 30 agosto 2018              | ISBN 978-88-3275-539-8      |
| 15                       | 4     | Capitoli - 27. Quinto giorno (1) - 28. Quinto giorno (2) - 29. Quinto giorno (3) - 30. Quinto giorno (4) - 31. Quinto giorno (5) - 32. Quinto giorno (6) - 33. Sesto giorno (1) - 34. Sesto giorno (2) - 35. Sesto giorno (3) |                             |                             |                             |
| 16                       | 5     | 4 dicembre 2017 | ISBN 978-4-08-881299-1      | 25 ottobre 2018             | ISBN 978-88-3275-623-4      |
| 16                       | 5     | Capitoli - 36. Sesto giorno (4) - 37. Sesto giorno (5) - 38. Sesto giorno (6) - 39. Sesto giorno (7) - 40. La tomba di Miko e il vestito rosso (1) - 41. La tomba di Miko e il vestito rosso (2) - 42. Il giorno della distruzione del mondo (1) - 43. Il giorno della distruzione del mondo (2) - 44. Il giorno della distruzione del mondo (3) - 45. Il giorno della distruzione del mondo (4)                                                                |                             |                             |                             |
| 17                       | 6     | 2 febbraio 2018 | ISBN 978-4-08-881351-6      | 13 dicembre 2018            | ISBN 978-88-3275-689-0      |
| 17                       | 6     | Capitoli - 46. Il giorno della distruzione del mondo (5) - 47. Il giorno della distruzione del mondo (6) - 48. Il giorno della distruzione del mondo (7) - 49. Il giorno della distruzione del mondo (8) - 50. Il giorno della distruzione del mondo (9) - 51. Il giorno della distruzione del mondo (10) - 52. Il giorno della distruzione del mondo (11) - 53. Il giorno della distruzione del mondo (12) - 54. Il giorno della fine - Profilo dei personaggi |                             |                             |                             |
| Unravel (5 volumi)       |       | |                             |                             |                             |
| 18                       | 1     | 4 aprile 2018 | ISBN 978-4-08-881484-1      | 27 febbraio 2019            | ISBN 978-88-3275-743-9      |
| 18                       | 1     | Capitoli - Prologo - 1. Primo giorno (1) - 2. Primo giorno (2) - 3. Primo giorno (3) - 4. Secondo giorno (1) - 5. Secondo giorno (2) - 6. Secondo giorno (3) - 7. Secondo giorno (4) |                             |                             |                             |
| 19                       | 2     | 4 luglio 2018 | ISBN 978-4-08-881527-5      | 24 aprile 2019              | ISBN 978-88-3275-789-7      |
| 19                       | 2     | Capitoli - 8. Terzo giorno (1) - 9. Terzo giorno (2) - 10. Terzo giorno (3) - 11. Terzo giorno (4) - 12. Terzo giorno (5) - 13. Terzo giorno (6) - 14. Terzo giorno (7) - 15. Quarto giorno (1) - 16. Quarto giorno (2) |                             |                             |                             |
| 20                       | 3     | 4 ottobre 2018 | ISBN 978-4-08-881599-2      | 26 giugno 2019              | ISBN 978-88-3275-886-3      |
| 20                       | 3     | Capitoli - 17. Quarto giorno (3) - 18. Quarto giorno (4) - 19. Quarto giorno (5) - 20. Quarto giorno (6) - 21. Quarto giorno (7) - 22. Quinto giorno (1) - 23. Quinto giorno (2) - 24. Quinto giorno (3) - 25. Quinto giorno (4) |                             |                             |                             |
| 21                       | 4     | 4 dicembre 2018 | ISBN 978-4-08-881687-6      | 28 agosto 2019              | ISBN 978-88-3275-945-7      |
| 21                       | 4     | Capitoli - 26. Quinto giorno (5) - 27. Sesto giorno (1) - 28. Sesto giorno (2) - 29. Sesto giorno (3) - 30. Sesto giorno (4) - 31. Ultimo giorno (1) - 32. Ultimo giorno (2) - 33. Ultimo giorno (3) - 34. Ultimo giorno (4) |                             |                             |                             |
| 22                       | 5     | 4 marzo 2019 | ISBN 978-4-08-881789-7      | 23 ottobre 2019             | ISBN 978-88-349-0045-1      |
| 22                       | 5     | Capitoli - 35. Ultimo giorno (5) - 36. Ultimo giorno (6) - 37. Ultimo giorno (7) - 38. Ultimo giorno (8) - 39. Collega i ricordi (1) - 40. Collega i ricordi (2) - 41. Collega i ricordi (3) - 42. Collega i ricordi (4) - 43. Ultimo giorno - Unravel |                             |                             |                             |